# Spider-Plant Man
Spider-Plant Man é um curta-metragem britânico, baseado na versão cinematográfica do Homem-Aranha lançada em 2002. Foi produzida pela Comic Relief e exibida pela BBC One em 11 de março de 2005. O curta apresentava Rowan Atkinson como Peter Piper / Spider-Plant Man e Rachel Stevens como seu interesse amoroso, Jane-Mary. Os atores Jim Broadbent e Tony Robinson fizeram uma aparição, interpretando a dupla Batman e Robin.

## Elenco
- Rowan Atkinson -  Peter Benjamin Piper / Spider-Plant Man
- Rachel Stevens - Jane Mary
- Jim Broadbent -  Batman
- Mackenzie Crook - Cientista
- Nick Frost - Cientista
- Simon Pegg - Frank Matters
- Tony Robinson - Robin
- Peter Andre - Ele mesmo